# Jiro Dreams of Sushi
Jiro Dreams of Sushi es una película documental estadounidense de 2011 dirigida por David Gelb. La película sigue a Jiro Ono (小野 二郎 'Ono Jirō'?) un maestro del sushi de 85 años propietario de Sukiyabashi Jiro, un restaurante de tres estrellas  Michelin. Sukiyabashi Jiro es un restaurante sólo de sushi con capacidad para diez comensales situado en una estación del metro de Tokio. Jiro Ono sirve un menú de degustación de aproximadamente 20 platos, que cuesta 44,000 yenes japoneses (unos 400 dólares estadounidenses para agosto de 2021).
La película también presenta a los dos hijos de Jiro, que también son chefs de sushi. El hijo menor, Takashi (隆士), dejó Sukiyabashi Jiro para abrir un restaurante como el de su padre en Roppongi Hills. El hijo mayor de 50 años, Yoshikazu (禎一), obligado a suceder a su padre, aún trabaja para Jiro y se enfrenta con la perspectiva de un día tomar las riendas del emblemático restaurante.

## Producción y lanzamiento
Inicialmente, Gelb había planeado hacer lo que él había denominado como «Planeta Sushi», inspirada en la cinematografía del documental de la BBC Planeta Tierra:
Originalmente, iba a hacer una película con un montón de diferentes chefs de sushi que tenían diferentes estilos, pero cuando llegué a Jiro restaurante, no solamente estaba sorprendido por cuán bueno el sushi estaba y cuánto mejor era que el de cualquier otro restaurante de sushi que jamás había estado, pero también me encontré que Jiro era una persona interesante. También me fascinó la historia de su hijo, de cincuenta años de edad, pero todavía trabaja para su padre en el restaurante. Así, pensé, «Aquí hay una historia acerca de una persona que vive en la sombra de su padre mientras su padre está en una búsqueda incesante de la perfección». Fueron los ingredientes de una buena película.
El crítico gastronómico Masuhiro Yamamoto introdujo a Gelb con Jiro. La fotografía principal le llevó a Gelb un mes (enero de 2010), con escenas adicionales rodadas más tarde ese año, en agosto; la edición tomó 10 meses.
Jiro Dreams of Sushi debutó en Estados Unidos en 2011, en el Festival Internacional de Cine de  Provincetown y fue selección oficial del Festival de Cine de Tribeca ese mismo año. El documental estuvo disponible en la plataforma de streaming Netflix a partir del 28 de agosto de 2012.
A fecha de 2013, la película ha recaudado $2,552,478 en América del Norte. Ocupa el puesto 70 de todos documentales en Box Office Mojo.

## Recepción crítica
La película recibió mayoritariamente críticas positivas de los críticos. La película obtuvo una calificación de 99% en Rotten Tomatoes basada en 88 comentarios y tiene una calificación media de 7.8/10. El sitio del consenso crítico lee, «Hermosa, pensativa, y apasionante, Jiro Dreams of Sushi resultara satisfactoria, incluso para los aficionados al cine que no se preocupan por la cocina». En Metacritic, la película tiene una puntuación de 77 sobre 100, basado en 27 comentarios, lo que indica «críticas generalmente favorables».
Roger Ebert lo llamó «un retrato de la visión de túnel», y concluyó:
Mientras la miraba, me encontré atraído hacia el misterio de este hombre. ¿Hay deseos no realizados en su vida? ¿Diversiones secrets? ¿Arrepentimientos? ¿Si encuentras una ocupación que amas y pasas toda tu vida trabajando en ello, es suficiente? De pie detrás de su mostrador, Jiro se da cuenta de ciertas cosas. Algunos de sus clientes son zurdos; otros, diestros. Ello determina el lugar en que iran sentados en su barra. Tras servir una perfecta pieza de sushi, observa cómo esta es comida. Él conoce la historia detrás ese trozo de pescado. Él sabe que su personal ha recientemente comenzó a masajear un pulpo durante 45 minutos y no más de media hora, por ejemplo. ¿Busca que la señal con los ojos de un cliente de que este cambio supone una mejora? La mitad de una hora de masaje fue lo suficientemente bueno como para ganar tres estrellas Michelin. Te das cuenta de que la tragedia de la vida de Jiro Ono es que no hay, y nunca habrá, cuatro estrellas.

## Banda sonora
Gelb, «un enorme fan de  Philip Glass», ha comentado sobre su uso de las composiciones de Philip Glass para la banda sonora:
En retrospectiva, creo que funciona porque la música de Philip Glass es una especie de metáfora de la ética de trabajo de Jiro, porque es repetitiva, pero también se basa en sí mismo y se extiende, al igual que con el trabajo de Jiro. Porque cada día que pasa, él está haciendo la misma rutina, y tratando de hacer todo exactamente el mismo, pero en busca de la siguiente mejora, y siento que la música está haciendo la misma cosa, de modo que coinciden perfectamente.
La banda sonora incluye las siguientes piezas:
1. Chaikovski: Concierto para violín y orquesta en re mayor, Opus 35 – Allegro Moderato. Jascha Heifetz (violín), John Barbirolli/Orquesta Filarmónica de Londres
2. Philip Glass: "I'm Going to Go Make a Cake" de la banda sonora de Las horas
3. Max Richter: "Berlin by Overnight"
4. Glass: "Morning Passages" de la banda sonora de Las horas
5. Richter: "On the Nature of Daylight"
6. Richter: "Infra 5"
7. Glass: "Gertrude Leave the Summer House" from In the summer house
8. Glass: Etude No. 5
9. The Ontic: "Off to Market"[12]
10. Werner Hagen: "African Journey" by Anugama
11. Glass: "A Choice" de la banda sonora de Las horas
12. Glass: Cuarteto de cuerda n.º 4 Buzcak: I. Kronos Quartet
13. Glass: Etude No. 2
14. Mozart: Concierto para piano n.º 21 en do mayor, K. 467 – Andante. Alfred Brendel (piano), Neville Marriner/Academy of St. Martin in the Fields
15. Bach y Michael Kohlbecker: Suites para violonchelo solo n.º 1: Prelude. Interpretada por Fûnf D.
16. Glass: "The Hours" de la banda sonora de Las horas
17. Glass: "Invitation" de la banda sonora de Diario de un escándalo